# Siegfried Baumegger

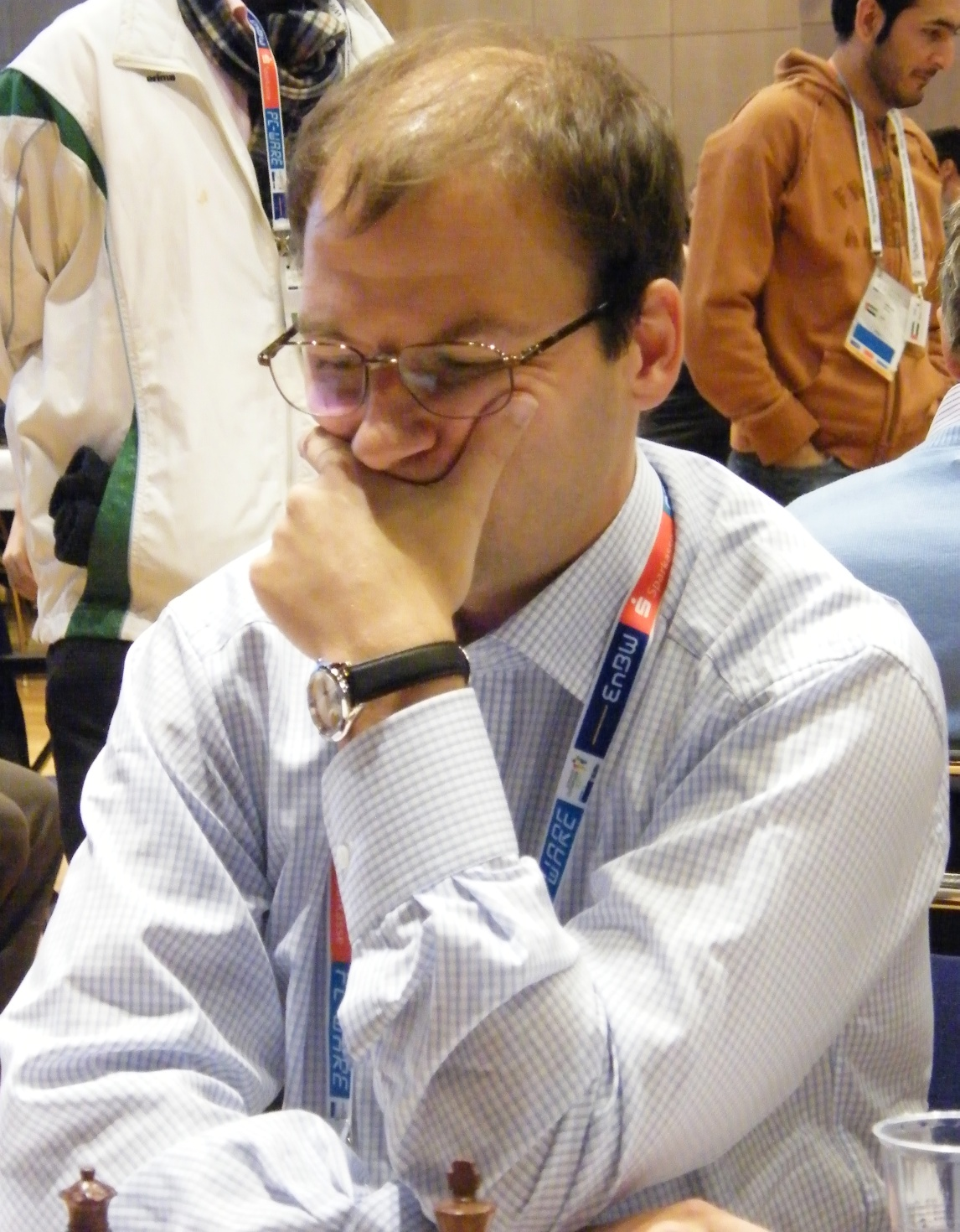
Baumegger in 2008

Siegfried Baumegger (Graz, 11 november 1972) is een Oostenrijkse schaker met een FIDE-rating van 2411 in 2005 en 2442 in 2016. Hij is, sinds 1997, een internationaal meester (IM). 

## Resultaten
In februari 1997 won Baumegger een grootmeestertoernooi van de schaakvereniging  Honvéd Budapest. In juni 2000 won hij het derde Vösendorfer Open in het kasteel van Vösendorf. Als gastspeler won hij in 1999 het Open Weense snelschaakkampioenschap. Siegfried Baumegger werd twee keer kampioen van Oostenrijk: in 2001 in Mureck voor Nikolaus Stanec en in 2007 in Tweng voor Markus Ragger. De nationale titel snelschaken won hij in 2006 in Sankt Georgen am Längsee.  In augustus 2005 speelde mee in het toernooi om het kampioenschap van Oostenrijk dat in Gmunden gespeeld werd; hij eindigde met 4 punten uit 11 ronden op de twaalfde plaats. In 1997 en in 2001 won hij het kampioenschap van het Oostenrijkse Bundesland Steiermark, in  Palais Attems in Graz. In 2004 en in 2005 won hij het kampioenschap van het Oostenrijkse Bundesland Neder-Oostenrijk, in Gloggnitz. 

## Nationale teams
Met het Oostenrijkse nationale team speelde hij in het toernooi om de die "Mitropa-beker" in de jaren 1997, 1998, 2008 en 2010 en in de Europese schaakkampioenschappen voor landenteams in 2001. Hij nam deel aan de Schaakolympiade in 1998, 2002 en 2008.

## Schaakverenigingen
Baumeggers eerste schaakvereniging was de vereniging van het Steiermarkse Pernegg an der Mur. In de Oostenrijkse bondscompetitie speelde hij van 1993 tot 1995 voor Straßenbahn Graz, en van 1995 tot 2006 voor de SC Admira Fürstenfeld, waarmee hij in 1998 en 2004 deelnam aan het toernooi om de Europese Clubbeker. Van 2006 tot 2011 speelde hij voor de SK Advisory Invest Baden, waarmee hij in de Oostenrijkse bondscompetitie 2007/2008 kampioen werd. Sindsdien speelt hij voor de Weense vereniging  Tschaturanga en is hij gastspeler bij de  SK Purbach-Donnerskirchen. In Oostenrijk speelt hij in het kader van bedrijfssport bij de 1. WBSC Gesundheitstreff. In de Duitse bondscompetitie speelde hij van 1997 tot 2000 voor de SV Plettenberg, in Hongarije speelde hij in 2015/2016 voor Budapesti Titánok Sportegyesület.

## Externe koppelingen
- (en)   Informatie over schaakpartijen van Siegfried Baumegger op ChessGames.com
- (en)   Informatie over schaakpartijen van Siegfried Baumegger op 365chess.com
- (en)  FIDE-ratinggegevens voor Siegfried Baumegger